# Justine Pasek

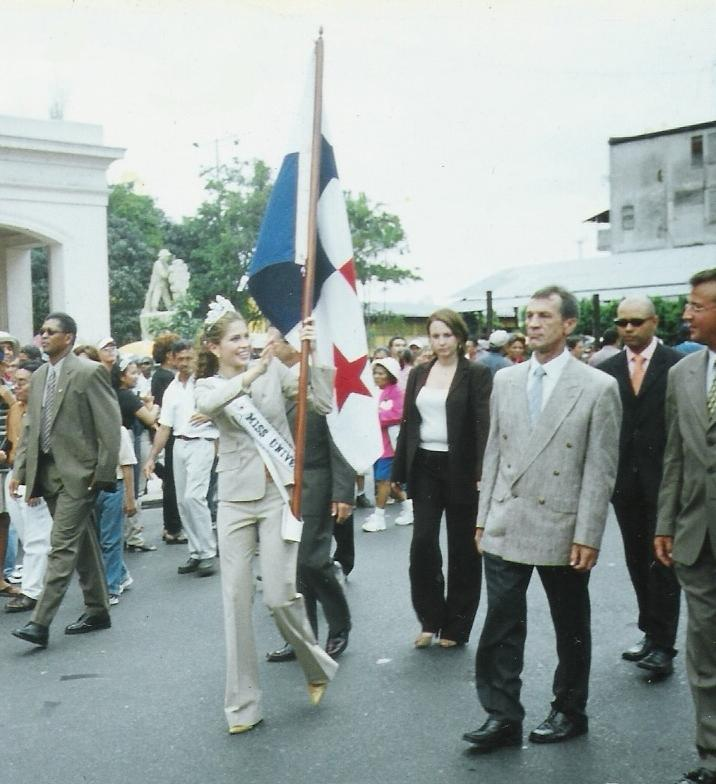
Justine Pasek (ținând steagul)

Yostin "Justine" Lissette Pasek Patiño (n. 29 august 1979, Harkov, Ucraina) este un fotomodel din Panama.
În 2002, a fost aleasă Miss Universe 

## Date biografice
Pasek s-a născut în Harkov, Ucraina. Este fiica unei studente din Panama și a unui inginer polonez. Porecla ei poloneză era "Justyna". A trăit în Ucraina un an și a petrecut cea mai mare parte a copilăriei în satul de lângă Wożuczyn Zamość, Polonia. După ce mama Justinei a terminat studiile în chimie, familia s-a mutat în Panama.
Înainte de a participa la concursul Miss Panama din 2001, Pasek a lucrat ca model în producții de televiziune și prezentări de modă. A planificat terminarea studiului în Noua Zeelandă în domeniul de protecție a mediului, pentru a lucra la stațiunea de Cercetare Smithsonian Center.
A fost numită în perioada 2003-2004 ca ambasador pentru promovarea turismului în Panama. Pasek a participat la expoziții turistice în Spania, Italia, Germania, precum și în orașele americane New York, Los Angeles și Washington DC.